# Ulica Dąbrówki w Krakowie
Ulica Dąbrówki – ulica w Krakowie, w dzielnicy XIII Podgórze, w Podgórzu.
Łączy ulicę Lwowską z ulicą Romualda Traugutta. Jest jednojezdniowa.

## Historia
Ulica została wytyczona w drugiej połowie XIX wieku i początkowo nosiła nazwę ul. Wandy. W 1917 roku Rada Miasta Krakowa nadała ulicy obecną nazwę, dla upamiętnienia Dobrawy Przemyślidkiej, księżniczki czeskiej z dynastii Przemyślidów, księżny polskiej, żony Mieszka I.
W latach 1941–1943 znajdowała się na obszarze krakowskiego getta.

## Zabudowa
- ul. Dąbrówki 2 (ul. Lwowska 8) – kamienica, 1891.
- ul. Dąbrówki 4 (ul. Janowa Wola 13) – kamienica, 1894.
- ul. Dąbrówki 5 – kamienica. Projektował Kazimierz Leiter, 1895–1896.
- ul. Dąbrówki 6 (ul. Janowa Wola 16) – kamienica, 1892–1893.
- ul. Dąbrówki 7 – kamienica, 1908.
- ul. Dąbrówki 8 – kamienica, 1906.
- ul. Dąbrówki 9 (ul. Romualda Traugutta 11) – kamienica, 1909–1910.
- ul. Dąbrówki 10 (ul. Romualda Traugutta 9) – kamienica, XX wiek.

Opracowano na podstawie źródła: Gminnej ewidencji zabytków – Kraków.